# Necenová konkurence

graf NK

Necenová konkurence (angllicky non-price competition) je marketingová strategie, ve které se firma snaží odlišit svůj produkt nebo službu od konkurenčních produktů na základě atributů, jako je design a zpracování.
Principem necenové konkurence je získání a udržení kupujících jiným způsobem než snižováním cen. Cílem je odlišení produktu nebo služby, čímž se myslí něco, co je v celém odvětví považováno za jedinečné. Necenová konkurence, označovaná také jako diferenciace, je vhodná tam, kde nejsou zákazníci citliví na cenu, trh je konkurenční a nasycený, zákazníci mají velmi specifické potřeby a firma má jedinečné zdroje a schopnosti, které jí umožňují uspokojit tyto potřeby.
Necenovou konkurenci obvykle upřednostňují střední a menší podniky, jimž jejich omezené finanční zdroje nedovolují vstoupit do přímé konfrontace s těmi podniky, které na trhu zaujímají vedoucí pozici. Kotler uvádí pět oblastí vhodných k diferenciaci: produkt, služba, personál, distribuční síť a image, přičemž možnosti jak odlišit produkty a služby jsou dále rozvedeny níže.

## Rizika necenové konkurence
- Posedlost odlišením inovacemi, kvalitou, kontinuálním zlepšováním: odlišení společnosti by mělo vytvářet konkurenční výhodu respektive hodnotu pro zákazníka, za kterou je ochoten zaplatit více než za konkurenční produkt. Mnohé společnosti jsou tak posedlé neustálými inovacemi a zlepšováním kvality interních procesů a produktů. Objevuje se zde pak riziko, které si možná ani většina z těchto společností neuvědomuje, a to vytvoření takové kvality, kterou zákazník neocení.[1]
- Ve chvíli rozhodování o koupi o společnosti zákazník nevěděl: jestliže společnost vlastní konkurenční výhodu (nižší cenu nebo hodnotné odlišení), která pro zákazníka znamená hodnotu, ještě to neznamená docílení úspěchu. Zákazníci často sami nevědí, co od produktu očekávají, jaké jsou všechny souvislosti koupě, ale hlavně následného užívání produktu, zvláště pak v oblasti služeb. Důležité je, jakou hodnotu zákazníkovi signalizuje reklama, obal, pověst společnosti, profesionalita prodejců, apod. Úkolem manažerů je proto zvolit takovou komunikační strategii, která dostatečně osloví všechny potenciální zákazníky z cílového segmentu.[1]

## Výrobková (produktová) diferenciace
- Forma: Mnoho výrobků lze diferencovat formou, což znamená velikostí, tvarem nebo fyzickou strukturou výrobku.[3]

- Vlastnosti: Většinu výrobků lze nabízet s rozmanitými vlastnostmi, které doplňují jejich základní funkci. Společnost může identifikovat a vybrat vhodné nové vlastnosti výzkumem mezi nedávnými zákazníky a následným vypočítáním hodnoty pro zákazníka ve vztahu k nákladům společnosti u každé potenciální vlastnosti.[3]

- Kvalita výkonu: Lze rozlišovat čtyři úrovně: nízká, průměrná, vysoká a vynikající. Není nutné, aby společnosti přicházely vždy s nejvyšší možnou úrovní výkonu, stačí dosáhnout úrovně výkonu, která bude vhodná pro cílový trh a bude srovnatelná s úrovní výkonu konkurentů.[3]

- Kvalita shody: Definuje se jako míra, ve které jsou všechny jednotky identické a splňují zvolené specifikace. Např. předpokládáme, že Porsche 994 je navrženo tak, aby zrychlilo na 60 mil za hodinu za deset sekund. Pokud to každé nově vyrobené Porsche dokáže, pak lze tvrdit, že jeho kvalita shody je vysoká. To také zákazníci očekávají.[3]

- Trvanlivost: Představuje očekávanou míru provozní životnosti výrobku za normálních i ztížených podmínek a je to oceňovaný atributem určitých výrobků. Obvykle zákazníci raději zaplatí více za vozidla a kuchyňské elektrospotřebiče s reputaci dlouhé trvanlivosti.[3]

- Spolehlivost: Zákazníci jsou ochotni nezřídka za spolehlivější výrobky zaplatit cenovou prémii. Spolehlivost představuje míru pravděpodobnosti, že výrobek ve specifikovaném časovém období neselže nebo nebude špatně fungovat.[3]

- Opravitelnost: Označuje míru obtížnosti, se kterou lze porouchaný nebo špatně fungující výrobek opravit. Za ideální stav považuje, když spotřebitelé dokáží výrobek opravit s malými náklady, v krátkém čase sami.[3]

- Styl: Stanovuje vzhled výrobku a pocity zákazníka. Styl má výhodu, že vytváří jedinečnost, kterou je obtížné okopírovat. Avšak zápornou stránkou může být fakt, že výrazný styl vždy neznamená vysoký výkon.[3]

- Design: Se sílící konkurencí nabízí design mocnou zbraň k diferenciaci a positioningu výrobků (i služeb) společnosti. Design znamená souhrn vlastností ovlivňující vzhled a funkčnost produktu s ohledem na požadavky zákazníků.[3]

## Diferenciace prostřednictvím služeb
Pokud nelze snadno diferencovat fyzický výrobek, lze konkurenční výhodu získat prostřednictvím přidání hodnotných služeb a zlepšování jejich kvality. Poskytování služeb v souvislosti s prodejem a užitím produktů je stále důležitější, zvláště u zboží dlouhodobé spotřeby, luxusního zboží a zboží na průmyslovém trhu.
- Snadnost objednání: tímto faktorem se rozumí snadnost uskutečnění objednávku pro zákazníka. Spotřebitelé mohou nyní objednávat potraviny a nechat si je doručit, aniž by museli chodit do supermarketů.[3]

- Dodání: zahrnuje to, jak dobře je výrobek nebo služba zákazníkům dodávána. Týká se rychlosti, přesnosti a péče v průběhu procesu dodávky.[3][5]

- Instalace: provedení instalace prodejcem očekávají např. zákazníci těžkého vybavení a diferenciace je v této formě důležitá zejména u společností s komplexními výrobky. Snadnost instalace představuje skutečnou prodejní výhodu, zvlášť pokud se jedná o technologicky nezkušený cílový trh zákazníků.[3][6]

- Zaškolení zákazníků: se vztahuje k tréninku zaměstnanců zákazníka, aby mohl zařízení používat správně a efektivně.[3]

- Rady zákazníkům: tato forma diferenciace spočívá v tom, že společnost poskytne svému zákazníkovi rady týkající se údajů, informačních systémů a poradenských služeb, které jsou jim k dispozici.[3]

- Údržba a opravy: údržbu a opravy určuje servisní program pro udržování zakoupených výrobků v dobrém funkčním stavu. S tímto bodem souvisí i poskytovaná záruka, jejíž délka garance napovídá spotřebiteli, s jakou kvalitou se setkává.[3][4]

## Necenová konkurence a její příklady z praxe

### Starbucks
Starbucks stanovuje své ceny na jednoduché myšlence: vysokou hodnotu za rozumnou cenu. Lidé jsou ochotní zaplatit vyšší cenu, pokud si myslí, že za své peníze dostanou dobrou kvalitu (kvalitní výrobek). Kvalita je klíčem. Když Starbucks představuje nový produkt za vyšší cenu, zákazníci jsou ochotni tuto cenu zaplatit, neboť mají spojenou se značkou Starbucks vysokou kvalitu.
Starbucks tráví také spoustu času a energie rozlišením od své konkurence. To je zřejmé již z designu kaváren, ve kterých hraje pečlivě vybíraná a kvalitní hudba. Kavárny mají být vhodným místem pro relaxaci zákazníků, kde si mohou nerušeně vychutnat kvalitní produkty právě dané společnosti Starbucks, a to i za vyšší ceny.

### Apple
Apple je jednou z nejúspěšnějších světových firem. V minulosti se významně podílela na vzniku počítačů a poslední dobou se soustředí na výrobu multifunkčních přístrojů. Jejím poznávacím znakem je elegantní design ozdobený symbolem nakousnutého jablka. Apple využívá brand building, snaží se tedy o vytvoření maximálně žádoucí image značky. Je řazen mezi značky s nejsilnějším vlivem na veřejnost. Celou svou produkci staví na tom, že jeho produkty jsou originální, odlišné od konvenční konkurence a jeho ovládání je zábavou. Docílil toho, že kolem nakousnutého jablka se tvoří komuna lidí, kteří věří v sílu této značky. Navíc má velmi loajální zákazníky šířící status značky dále. Apple se řídí pěti následujícími marketingovými zásadami:
1. Nikdy nebýt na trhu první, ale zlepšit něco dobrého (udělat jednu věc lépe);
2. Apple neprodává produkty, prodává členství v určité komunitě. Lidé chtějí používat produkty s jablkem ve znaku;
3. Naučit své zákazníky mít značku rád. Apple podporuje loajalitu ke značce tím, že do každého balení s produktem Applu vloží samolepky a lidé si je hrdě lepí na nejrůznější místa;
4. Mít jednoduché slogany a vytvořit jimi poselství;
5. Jít o krok dál než konkurence. Překvapit a potěšit zákazníky.

Apple je považován za marketingového velikána, jehož všechny kroky jsou dokonale promyšlené a působí v pravý čas na pravých místech.

### Jack Daniel‘s
Příkladem úspěšného odlišení může být dále proslulá globální značka whiskey Jack Daniel‘s. Její odlišnost spočívá ve specifickém výrobním postupu, který dbá na kvalitu tohoto vyráběného alkoholického nápoje. Za úspěchem Jack Daniel‘s Whiskey stojí také legendární hranatá láhev s vroubkovaným hrdlem, která byla přesně taková, jakou ji známe i dnes.

### Ferrari
Značka Ferrari je v současnosti synonymem rychlosti, luxusu a bohatství.
Vozy se vzpínajícím se hřebcem patří mezi legendy mezi automobily a o co více lidí je obdivuje a sní o nich, o to méně je vlastní. Ferrari se drží osvědčené DNA a každý z modelů nabízí neopakovatelné zážitky za volantem v kombinaci s luxusním zpracováním, skvělými jízdními vlastnostmi a úžasnými motory. Nicméně nové modely vozů jsou stále více univerzálnější a zdaleka nejsou jen pro ty, kteří by ve volném čase nejraději brázdili po závodních tratích. Koupě Ferrari není jen koupí vozu, je to plnění snů.